# Presburger Award
Der Presburger Award ist eine Auszeichnung, die seit 2010 jährlich von der European Association for Theoretical Computer Science (EATCS) an einen jungen Nachwuchswissenschaftler für außergewöhnliche Beiträge auf dem Gebiet der theoretischen Informatik verliehen wird. Der Preis ist nach dem polnischen Mathematiker Mojżesz Presburger benannt.

## Preisträger
- 2010: Mikołaj Bojańczyk
- 2011: Patricia Bouyer-Decitre
- 2012: Venkatesan Guruswami, Mihai Pătrașcu
- 2013: Erik Demaine
- 2014: David Woodruff
- 2015: Xi Chen
- 2016: Mark Braverman
- 2017: Alexandra Silva
- 2018: Aleksander Mądry
- 2019: Karl Bringmann, Kasper Green Larsen
- 2020: Dmitri Schuk
- 2021: Shayan Oveis Gharan
- 2022: Dor Minzer
- 2023: Aaron Bernstein, Thatchaphol Saranurak
- 2024: Justin Hsu, Pravesh Kothari
- 2025: Tomasz Kociumaka, Sepehr Assadi